# Oblast' di Rjazan'
L'oblast' di Rjazan' (in russo Рязанская область?, Rjazanskaja oblastʾ) è un'oblast' della Russia che si estende prevalentemente su un territorio pianeggiante e paludoso compreso tra i fiumi Oka e Kljaz'ma (Meščëra) ed interessato marginalmente dalla parte est del Rialto centrale russo.
Le risorse principale della regione sono, oltre all'agricoltura (cereali), le industrie alimentari, siderurgiche, meccaniche, elettrotecniche, del legno, conciarie, dell'abbigliamento e dei materiali da costruzione.
Da alcune decine di anni sono cominciate opere di bonifica dei terreni paludosi per favorire sempre più l'agricoltura.

## Città principali
La capitale dell'oblast' è Rjazan'; altre città degne di nota sono:
- Kasimov
- Michajlov
- Novomičurinsk
- Rybnoe
- Rjažsk
- Sasovo
- Skopin

## Geografia antropica

### Suddivisioni amministrative

#### Rajon
La oblast' di Rjazan' comprende 25 rajon (fra parentesi il capoluogo; sono indicati con un asterisco i capoluoghi non direttamente dipendenti dal rajon ma posti sotto la giurisdizione della oblast'):
- Čučkovskij (Čučkovo)
- Ermišskij (Ermiš')
- Kadomskij (Kadom)
- Kasimovskij (Kasimov*)
- Klepikovskij (Spas-Klepiki)
- Korablinskij (Korablino)
- Michajlovskij (Michajlov)
- Miloslavskij (Miloslavskoe)
- Aleksandro-Nevskij (Aleksandro-Nevskij)
- Pitelinskij (Pitelino)
- Pronskij (Pronsk)
- Putjatinskij (Putjatino)
- Rjazanskij (Rjazan'*)

- Rjažskij (Rjažsk)
- Rybnovskij (Rybnoe)
- Šackij (Šack)
- Sapožkovskij (Sapožok)
- Saraevskij (Sarai)
- Sasovskij (Sasovo*)
- Šilovskij (Šilovo)
- Skopinskij (Skopin*)
- Spasskij (Spassk-Rjazanskij)
- Starožilovskij (Starožilovo)
- Ucholovskij (Ucholovo)
- Zacharovskij (Zacharovo)

#### Città
I centri abitati della oblast' che hanno lo status di città (gorod) sono 12 (in grassetto le città sotto la diretta giurisdizione della oblast', che costituiscono una divisione amministrativa di secondo livello):
- Kasimov
- Korablino
- Michajlov
- Novomičurinsk
- Rjazan'
- Rjažsk

- Rybnoe
- Sasovo
- Šack
- Skopin
- Spas-Klepiki
- Spassk-Rjazanskij

#### Insediamenti di tipo urbano
I centri urbani con status di insediamento di tipo urbano sono i seguenti:
- Aleksandro-Nevskij
- Central'nyj
- Čučkovo
- Elat'ma
- Ermiš'
- Gus'-Železnyj
- Kadom

- Lesnoj
- Miloslavskoe
- Oktjabr'skij
- Pavelec
- Pitelino
- Pronsk
- Sapožok

- Sarai
- Šilovo
- Starožilovo
- Syntul
- Tuma
- Ucholovo